# Nimboa basipunctata
Nimboa basipunctata är en insektsart som beskrevs av Withycombe 1925. Nimboa basipunctata ingår i släktet Nimboa och familjen vaxsländor. Inga underarter finns listade i Catalogue of Life.